# Vehkosaari (ö i Päijänne-Tavastland)
Vehkosaari är en ö i Finland. Den ligger i sjön Vesijärvi och i kommunerna Hollola och Asikkala och landskapet Päijänne-Tavastland, i den södra delen av landet, 110 km norr om huvudstaden Helsingfors. Öns area är 76,1 hektar och dess största längd är 2,2 kilometer i sydöst-nordvästlig riktning.